# Cerodontha toluca
Cerodontha toluca är en tvåvingeart som beskrevs av Stéphanie Boucher 2002. Cerodontha toluca ingår i släktet Cerodontha och familjen minerarflugor. Inga underarter finns listade i Catalogue of Life.